# アナスタシア・ゴルシュコワ
アナスタシア・ゴルシュコワ（ロシア語: Анастасия Горшкова, ラテン文字転写: Anastasia Gorshkova, 1987年3月13日 - ）は、ロシアエカテリンブルク出身の女性フィギュアスケートアイスダンス選手。2005年世界ジュニア選手権3位。パートナーはイリヤ・トカチェンコ。父はフィギュアスケートコーチのアレクセイ・ゴルシュコフ。

## 経歴
ロシアのエカテリンブルクに生まれ、4歳のころにスケートを始めた。2002年にイリヤ・トカチェンコとカップルを結成し、父のアレクセイ・ゴルシュコフがコーチを務め、2004-2005年シーズンよりISUジュニアグランプリに参戦を果たした。同シーズンの世界ジュニア選手権では初出場ながら3位となった。
2005-2006年シーズンにはISUジュニアグランプリの2大会で優勝を飾ったものの、JGPファイナルでは2シーズン連続の5位、世界ジュニア選手権でも7位に終わった。このシーズンをもってアナスタシア・ゴルシュコワはフィギュアスケートから引退し、カップルは解散。

## 主な戦績
| 大会/年                   | 2004-05 | 2005-06 |
| ------------------------- | ------- | ------- |
| 世界Jr.選手権             | 3       | 7       |
| JGPファイナル             | 5       | 5       |
| JGPバルト杯               |         | 1       |
| JGPタリン杯               |         | 1       |
| JGPベオグラード・スパロー | 2       |         |
| JGPスケートロングビーチ   | 3       |         |

### 詳細
| 2005-2006 シーズン  |                                                            |         |         |         |          |
| 開催日              | 大会名                                                     | CD      | OD      | FD      | 結果     |
| 2006年3月6日-12日   | 2006年世界ジュニアフィギュアスケート選手権（リュブリャナ） | 5 31.70 | 9 44.05 | 7 73.41 | 7 149.16 |
| 2005年12月24日-27日 | 2005/2006 ISUジュニアグランプリファイナル（オストラバ）    | 4 30.32 | 4 49.06 | 5 72.48 | 5 151.86 |
| 2005年10月13日-16日 | ISUジュニアグランプリ バルト杯（グダニスク）               | 1 34.88 | 1 52.85 | 1 72.01 | 1 159.74 |
| 2005年9月15日-18日  | ISUジュニアグランプリ タリン杯（タリン）                   | 1 35.12 | 1 53.15 | 2 74.83 | 1 163.10 |

| 2004-2005 シーズン   |                                                              |         |         |         |          |
| 開催日               | 大会名                                                       | CD      | OD      | FD      | 結果     |
| 2005年2月28日-3月6日 | 2005年世界ジュニアフィギュアスケート選手権（キッチナー）     | 5 34.58 | 3 55.35 | 4 77.29 | 3 167.22 |
| 2004年12月2日-5日    | 2004/2005 ISUジュニアグランプリファイナル（ヘルシンキ）      | 7 29.55 | 5 45.90 | 5 69.89 | 5 145.34 |
| 2004年9月23日-26日   | ISUジュニアグランプリ ベオグラード・スパロー（ベオグラード） | 2 35.86 | 2 52.70 | 1 80.16 | 2 168.72 |
| 2004年9月9日-12日    | ISUジュニアグランプリ スケートロングビーチ（ロングビーチ）   | 4 31.99 | 3 44.11 | 3 62.5  | 3 138.60 |